# Poa chokensis
Poa chokensis là một loài thực vật có hoa trong họ Hòa thảo. Loài này được S.M.Phillips miêu tả khoa học đầu tiên năm 1989.